# Falkenberg (Suecia)
Falkenberg es una ciudad en la provincia de Halland, Suecia. La ciudad tiene una población de 28 357 (2020) y está situada en la boca del río Ätran. El nombre consiste en las palabras suecas para halcón (falk) y montaña (berg).

## Barrios
| - Arvidstorp - Falkagård - Gamla stan - Herting - Hjortsberg - Näset | - Skogstorp - Slätten - Stafsinge - Tröingeberg - Västra gärdet - Östra gärdet |

## Deporte
- Falkenbergs FF, fútbol
- Falkenbergs BTK, tenis de mesa
- Falkenbergs VBK, voleibol

## Personajes
- Stellan Bengtsson, campeón mundial, tenis de mesa
- Pär Zetterberg, futbolista
- Michael Treschow, empresario
- Vains of Jenna, grupo de Sleaze rock/Hard rock
- Sonic Syndicate, grupo de Death Metal Melódico/Metalcore